# Leichtathletikanlage

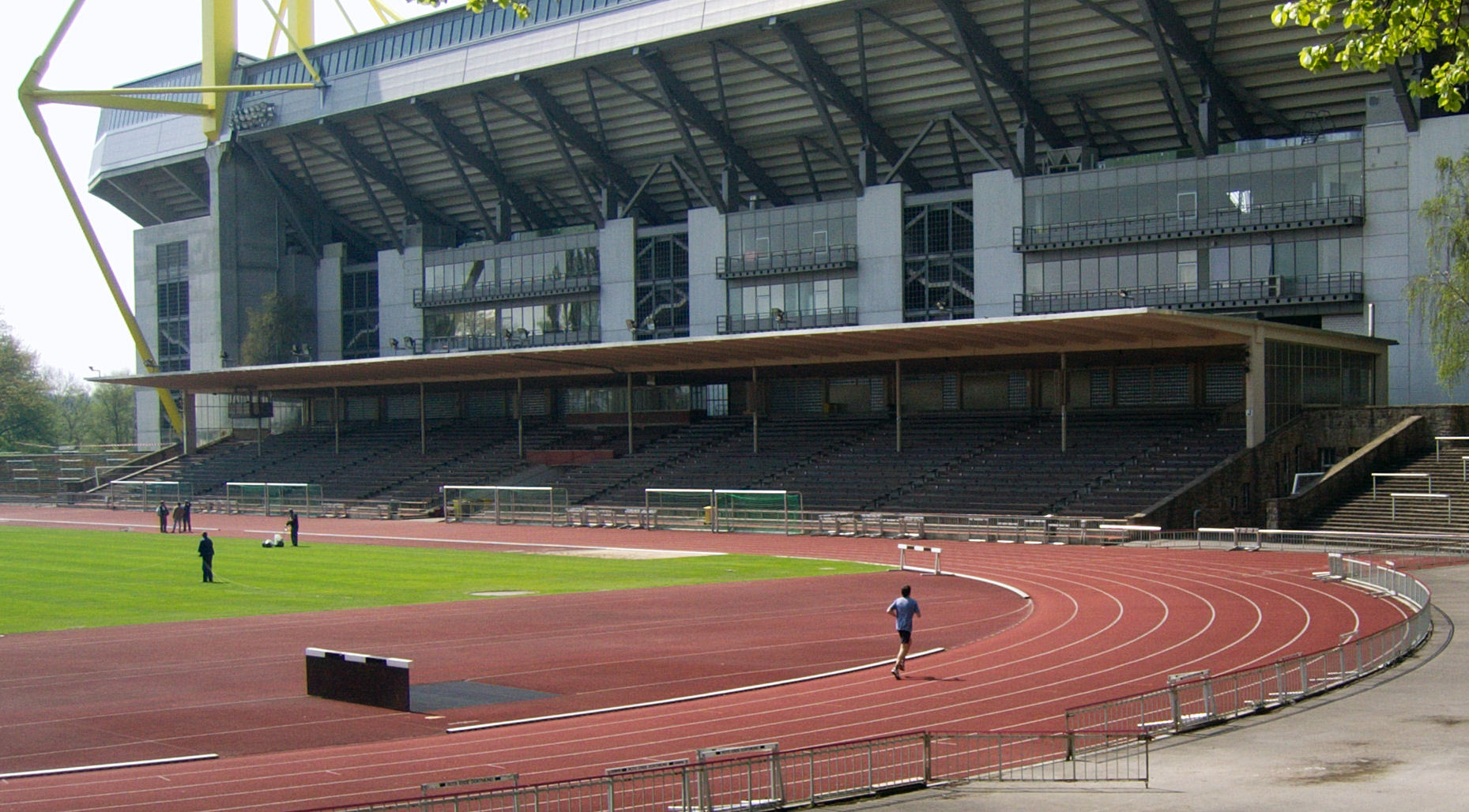
Kampfbahn Typ A im Stadion Rote Erde, Dortmund

Leichtathletikanlagen im Freien oder in Sporthallen dienen zur Ausübung der Leichtathletikdisziplinen Gehen, Laufen, Springen, Werfen  und Stoßen. Zusammenfassungen von Einzelanlagen, die diesem Zweck dienen, nennt man Kampfbahnen.

## Beschreibung

### Einzelanlagen
Es gibt für die Einzeldisziplinen spezielle Einzelanlagen. Laufbahnen gibt es als Rundbahn, Kurzstreckenbahn und Hindernislaufbahn mit Wassergraben. Für die Sprungdisziplinen sind es vier unterschiedliche Anlagen: Hochsprunganlage, Stabhochsprunganlage, Weitsprunganlage und Dreisprunganlage. Als Wurfanlagen dienen die Diskuswurfanlage, die Hammerwurfanlage und die Speerwurfanlage. Die Kugelstoßanlage besteht aus Stoßkreis und Stoßsektor.

### Kampfbahnen

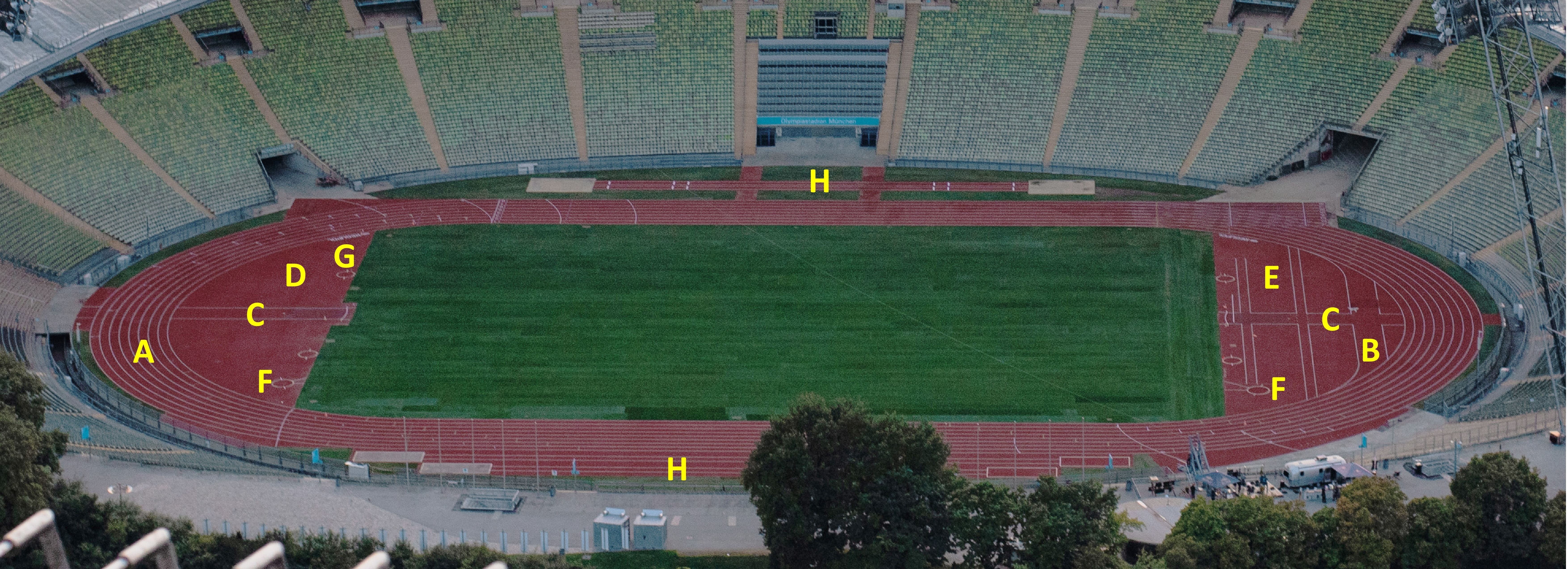
Typische Anordnung der Anlagen in einem modernen Leichtathletikstadion für internationale Wettbewerbe:
A Laufbahn, B Teil der Laufbahn für Hindernisläufe, C Anlaufbahn für Speerwurf (2×), D Anlaufbereich für Hochsprung, E zwei Anlagen für Stabhochsprung, F Position der Käfige für Hammer- und Diskuswurf (2×), G Stoßkreis für Kugelstoßen (1 von 4), H Sprunganlagen für Weitsprung und Dreisprung (2×)

Zusammengefasst werden die Einzelanlagen in Kampfbahnen. Es gibt vier Typen und mehrere Kombinationen. Die Abmessungen und die Ausstattung, z. B. mit Sprung- und Wurfanlagen, sind in der DIN 18035-1 „Sportplätze – Teil 1: Freianlagen für Spiele und Leichtathletik, Planung und Maße“ geregelt. Die Unterschiede sind z. B. an der Anzahl der Laufbahnen und der Gesamtlänge des Sportfeldes erkennbar:
- Kampfbahn Typ A: 8 Bahnen, Gesamtlänge des Sportfeldes 176,91 Meter
- Kampfbahn Typ B: 6 Bahnen, Gesamtlänge des Sportfeldes 172,03 Meter
- Kampfbahn Typ C: 4 Bahnen, Gesamtlänge des Sportfeldes 167,18 Meter
- Kampfbahn Typ D: Wurf- und Sprunganlagen

Zudem zertifiziert der Leichtathletik-Weltverband World Athletics bestimmte Leichtathletikanlagen weltweit nach Class 1 Certified Facility und Class 2 Certified Facility sowie Certified Indoor Facility.

### Bodenbeläge
Die Bodenbeläge bestehen bei Laufdisziplinen und Absprung-/Abwurfzonen aus einem Tennenbelag oder aus Kunststoff (Rekortan, Tartan, Spurtan, Regupol). Die Farbe ist in der Regel rot, da auch die Aschenbahnen in erdigen Farben angelegt worden sind. Seit den Weltmeisterschaften 2009 in Berlin werden auch blaue Bahnen immer beliebter. Landezonen für Wurf- und Stoßgeräte bestehen aus Grasflächen. Der Weit- und Dreisprung erfolgt in eine Sandgrube, der Hoch- und Stabhochsprung auf Weichbodenmatten.
World Athletics zertifiziert in seinem World Athletics Certification System regelmäßig zugelassene Bodenbeläge.

## Sonstiges
Die ersten Sportanlagen für die Leichtathletik wurden als „Kampfbahn“ bezeichnet. Bekannt sind zum Beispiel die „Jahnkampfbahn“ in Hamburger Stadtpark, die „Glückauf-Kampfbahn“ in Gelsenkirchen und die „Kampfbahn Rote Erde“ in Dortmund, die später in „Stadion Rote Erde“ umbenannt wurde.